# 長狭町
長狭町（ながさまち）とは、千葉県安房郡にかつて存在した町である。現在の鴨川市の西部に位置している。
広域地名であり、鴨川市立長狭小学校・中学校などにその名をとどめるが、千葉県立長狭高等学校は旧長狭郡の拠点である鴨川市中心部（旧鴨川町）に所在する。

## 沿革
- 1955年（昭和30年）3月31日 - 大山村、吉尾村、主基村が合併して長狭町を新設。
- 1971年（昭和46年）3月31日 - 鴨川町、江見町と合併し、鴨川市を新設。同日長狭町廃止。

## 交通

### 道路
- 長狭街道

## 名所
- 大山千枚田